# 前207年
| 千纪： | 前1千纪 |
| 世纪： | 前4世纪 \| 前3世纪 \| 前2世纪                                                                                         |
| 年代： | 前230年代 \| 前220年代 \| 前210年代 \| 前200年代 \| 前190年代 \| 前180年代 \| 前170年代                               |
| 年份： | 前212年 \| 前211年 \| 前210年 \| 前209年 \| 前208年 \| 前207年 \| 前206年 \| 前205年 \| 前204年 \| 前203年 \| 前202年 |
| 纪年： | 秦二世三年 |

## 大事記

### 中國
- 秦二世三年十二月，張耳得到陳餘兵權以解鉅鹿之圍，從此二人失和。
- 故齊王建孫田安下濟北，從項羽救趙。[1]
- 二月，楚將項羽跟諸侯聯軍在巨鹿之戰擊敗秦將王離，從此成為諸侯上將軍，「諸侯皆屬焉」。[1]劉邦用酈食其策，襲陳留，軍得秦積粟。
- 四月，章邯派司馬欣向咸陽請求援兵，但趙高不允，並派人追殺司馬欣。
- 五月，司馬欣回到軍營後告訴章邯，朝廷已被趙高控制，「將軍有功亦誅，無功亦誅。[2]」
- 六月，項羽楚軍大敗秦軍於三戶津和汙水。劉邦留韓王成守陽翟（潁川郡治所），與張良向南進軍。劉邦軍在犨縣東面與南陽郡守呂齮交戰，曹參攻陷敵陣，大破齮軍，呂齮退守南陽郡治所宛城。
- 六月，漳污之戰，楚軍徹底擊敗秦軍，為巨鹿之戰中的結束之戰。
- 七月，章邯擔心趙高迫害，遂與司馬欣、董翳率秦軍約20萬眾於殷墟向項羽投降，項羽立章邯為雍王，置楚軍中，鉅鹿之戰以諸侯聯軍大勝告終。[1]。同月，宛城南陽郡守呂齮向劉邦投降。[1]*瑕丘申陽下河南，引兵從項羽。[1]
- 八月，劉邦領兵數萬攻破武關，西進關中秦地，佔領秦都咸陽，約法三章。趙高派人入宮殺秦二世於望夷宮，二世自殺，即望夷宮之變。趙高迎立二世兄子子嬰為秦王，但子嬰誅殺趙高。[1]
- 劉邦在藍田擊敗秦朝最後一支大軍。
- 十月，秦王子嬰投降劉邦，漢高祖元年開始。[3]
- 秦尉赵佗建南越国。

### 歐洲
- 腓力五世擊敗帕加馬王國阿塔羅斯一世的艦隊，策動比提尼亞王國普魯西阿斯一世入侵帕加馬本土，迫使阿塔羅斯一世退回本國，腓力五世解決後顧之憂後開始猛攻埃托利亞同盟。
- 迦太基將領哈斯德魯巴企圖從伊比利亞馳援漢尼拔，但因在梅塔夫爾戰役中被擊潰而告失敗。

## 逝世
- 嬴胡亥
- 赵高